# Clotaire Baroux
 (octobre 2024).
Clotaire Baroux est un homme politique français né le 31 décembre 1881 à Hornoy (Somme) et décédé le 20 juillet 1954 à Vichy (Allier).
Instituteur dans la Somme, puis à Choisy-le-Roi et à Paris, il est conseiller municipal de Choisy-le-Roi en 1919 et adjoint au maire en 1924. Il est député communiste de la Seine de 1924 à 1928. Battu en 1928, il entre dans l'administration du Trésor, devant percepteur à Saint-Quentin, à Argenteuil et à Colombes.

## Sources
- « Clotaire Baroux », dans le Dictionnaire des parlementaires français (1889-1940), sous la direction de Jean Jolly, PUF, 1960 [détail de l’édition]